# Omusati

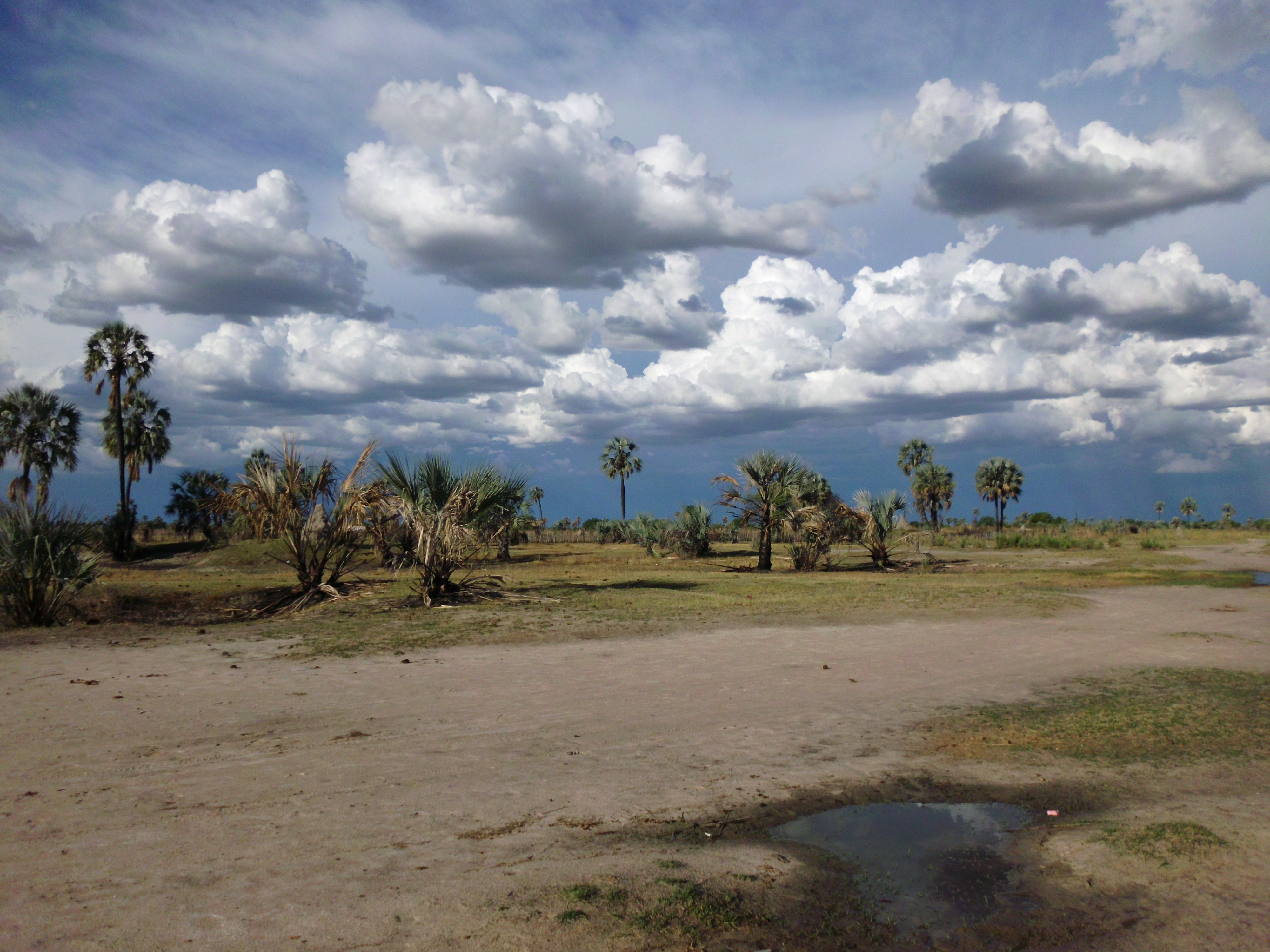
Typische Landschaft in der Omusati-Region

Shebeen zwischen Okahao und Oshakati mit „passendem“ Namen

Omusati (Oshivambo für Mopane) ist eine der 14 Regionen von Namibia und liegt im Norden des Landes. Omusati hat etwa  317.000 Einwohner (Stand 2023) und als Teil des Ovambolandes eine typisch hohe Bevölkerungsdichte.
Die in der Region Omusati vorherrschende Pflanzen sind der Mopane (Omusati), Makalani (Omilunga), Wilde Feigen (Omikwiyu) und der Marula-Baum (Omigongo).

## Bevölkerung
Laut der Volkszählung 2011 sprechen 96,1 Prozent der Einwohner der Region Oshivambo als Hauptsprache. Es folgt Otjiherero mit 2,8 Prozent. Nur acht Einwohner nutzen Deutsch als Hauptsprache.
Omusati ist die Heimatregion von Sam Nujoma, dem ersten Präsidenten Namibias.

## Politik
Regionalgouverneur der Region ist Erkki Endjala der regierenden SWAPO. Er wurde 2015 in das Amt ernannt. Der Regionalrat umfasst 12 Mitglieder.
Chief Regional Officer (höchster Verwaltungsbeamter; ähnlich einem Geschäftsführer) ist G. Kashindi. Dieser wird von vier Direktoren in den Bereichen Entwicklung, Allgemeines und Personal, Bildung und Gesundheit unterstützt.

### Verwaltung

Wahlkreise in Omusati

Omusati gliedert sich in 12 Wahlkreise:
1. Anamulenga
2. Elim
3. Etayi
4. Ogongo
5. Okahao
6. Okalongo
7. Omatanzi
8. Onesi
9. Oshikuku
10. Outapi
11. Ruacana
12. Tsandi

Zudem finden sich (Stand Dezember 2015) in der Region fünf Lokalverwaltungen:
- Okahao
- Oshikuku
- Outapi
- Ruacana
- Tsandi

## Wirtschaft und Infrastruktur
Die Region ist stark landwirtschaftlich geprägt. Es existiert keine nennenswerte Industrie, lokale Politiker und Interessenverbände wollen jedoch eine Industrialisierung fördern; unter anderem soll die Stadt Ombalantu eine Elektrifizierung erhalten. Schulische und medizinische Einrichtungen werden stark von der namibischen Regierung in Windhoek gefördert.

### Landwirtschaft
Die Landwirtschaft basiert zurzeit noch vor allem auf mitversorgender Landwirtschaft. Das Potential für eine weiterreichende Nutzung von Grund und Böden wird als sehr hoch eingestuft. In Hinblick hierauf wurde unter anderem ein großes Bewässerungsprojekt begonnen, bei dem jährlich (Stand Januar 2011) 5000 Tonnen Mais, 2000 Tonnen Getreide, 180 Tonnen Bananen, 120.000 Wassermelonen, 5000 Süßmelonen und 20.000 Butternut geerntet werden. Das Getreide und der Mais werden in regionalen Mühlen verarbeitet.
2010 gab es in der Region 276.975 Rinder, 14.737 Schafe, 245.497 Ziegen und 155.939 Geflügel. Zudem wird seit 2004 das „Omahenene Aquaculture Centre“ betrieben, in dem Süßwasserfische gezüchtet werden.

### Infrastruktur
Die verkehrliche Erschließung der Region mit unter anderem Straßen und Flugplätzen (Flughafen Ruacana) gilt als relativ gut.

## Soziales und Gesundheit
Die Region Omusati verfügt über 143 Gesundheitseinrichtungen. Darunter befinden sich vier Krankenhäuser, sechs Gesundheitszentren, 39 Kliniken und 94 Gesundheitsstationen.
Im Jahre 2001 hat man die durchschnittliche Lebenserwartung zum Zeitpunkt der Geburt mit 46 Jahren für Männer und 50 Jahren für Frauen angegeben. Die Verbreitung von AIDS liegt im Norden des Landes weit über dem namibischen Durchschnitt.